# Schirmantenne

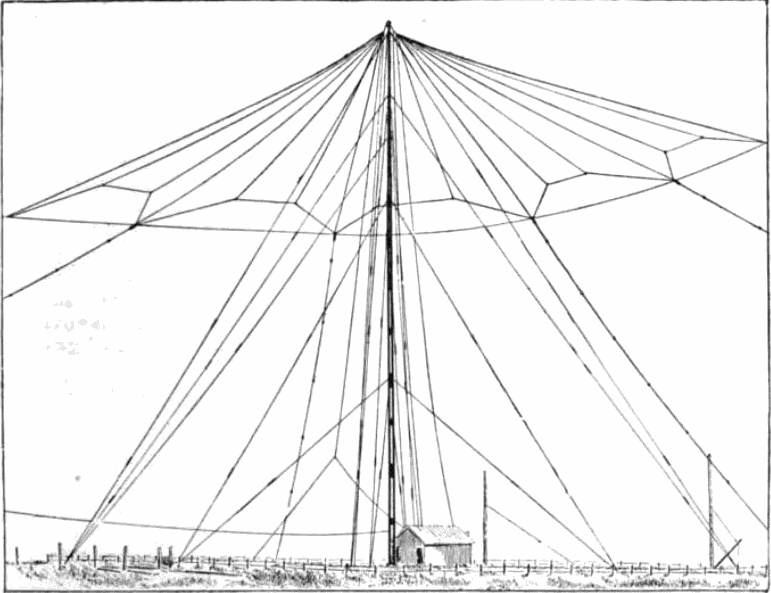
Schirmantenne in Newcastle, England, 1910

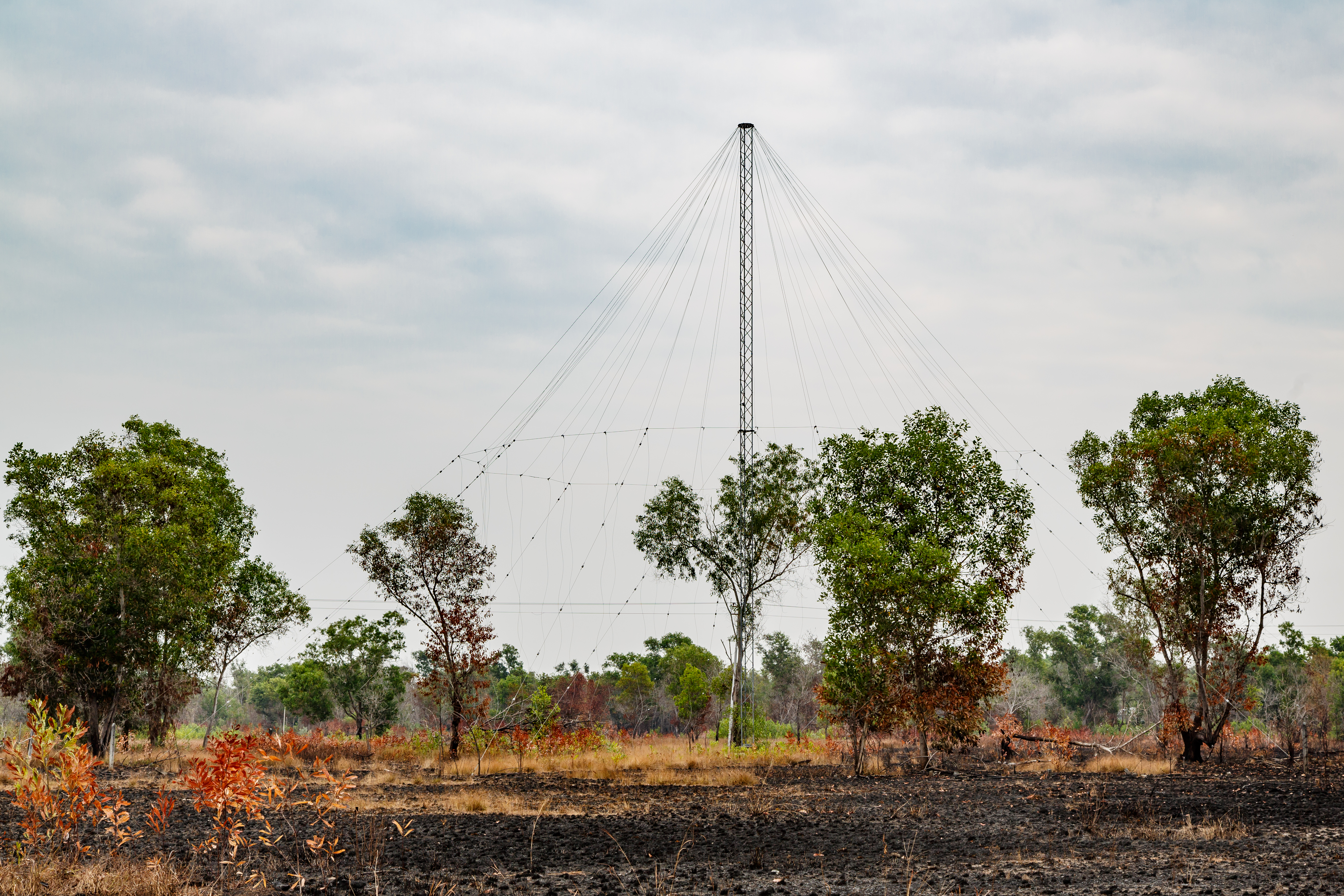
Schirmantenne auf dem ehemaligen Sendefeld von RTM Sabah in Tuaran

Eine Schirmantenne ist eine Sendeantenne, die aus einem gegen Erde isolierten selbststrahlenden Sendemast besteht, von dessen Spitze Drähte entweder zu anderen Masten, die auch geerdet sein können, oder zu Ankerfundamenten gespannt sind, wobei diese Drähte mit dem Sendemast leitend verbunden und an den Abspannpunkten isoliert aufgehängt sind. Die Drähte bewirken als Dachkapazität eine elektrische Verlängerung des Sendemastes.
Schirmantennen stellen eine frühe Antennenbauform dar und wurden hauptsächlich für Längst- und Langwelle errichtet, da es für diese Frequenzen häufig nicht möglich ist, einen Sendemast mit der nötigen Höhe zu errichten.